# Dixième bataille de l'Isonzo
Première Guerre mondiale
Batailles
- Première bataille
- Deuxième bataille
- Troisième bataille
- Quatrième bataille
- Cinquième bataille
- Sixième bataille
- Septième bataille
- Huitième bataille
- Neuvième bataille
- Dixième bataille
- Onzième bataille
- Douzième bataille

La dixième bataille de l'Isonzo est une opération militaire de la Première Guerre mondiale, qui eut lieu entre le 10 mai et le 8 juin 1917, entre l'armée italienne et l'armée austro-hongroise.

## Préambule
Après 9 attaques en 18 mois, le chef d'état-major italien Luigi Cadorna décide de lancer une 10e attaque dont l'objectif reste de briser le front austro-hongrois pour s'emparer de Trieste.

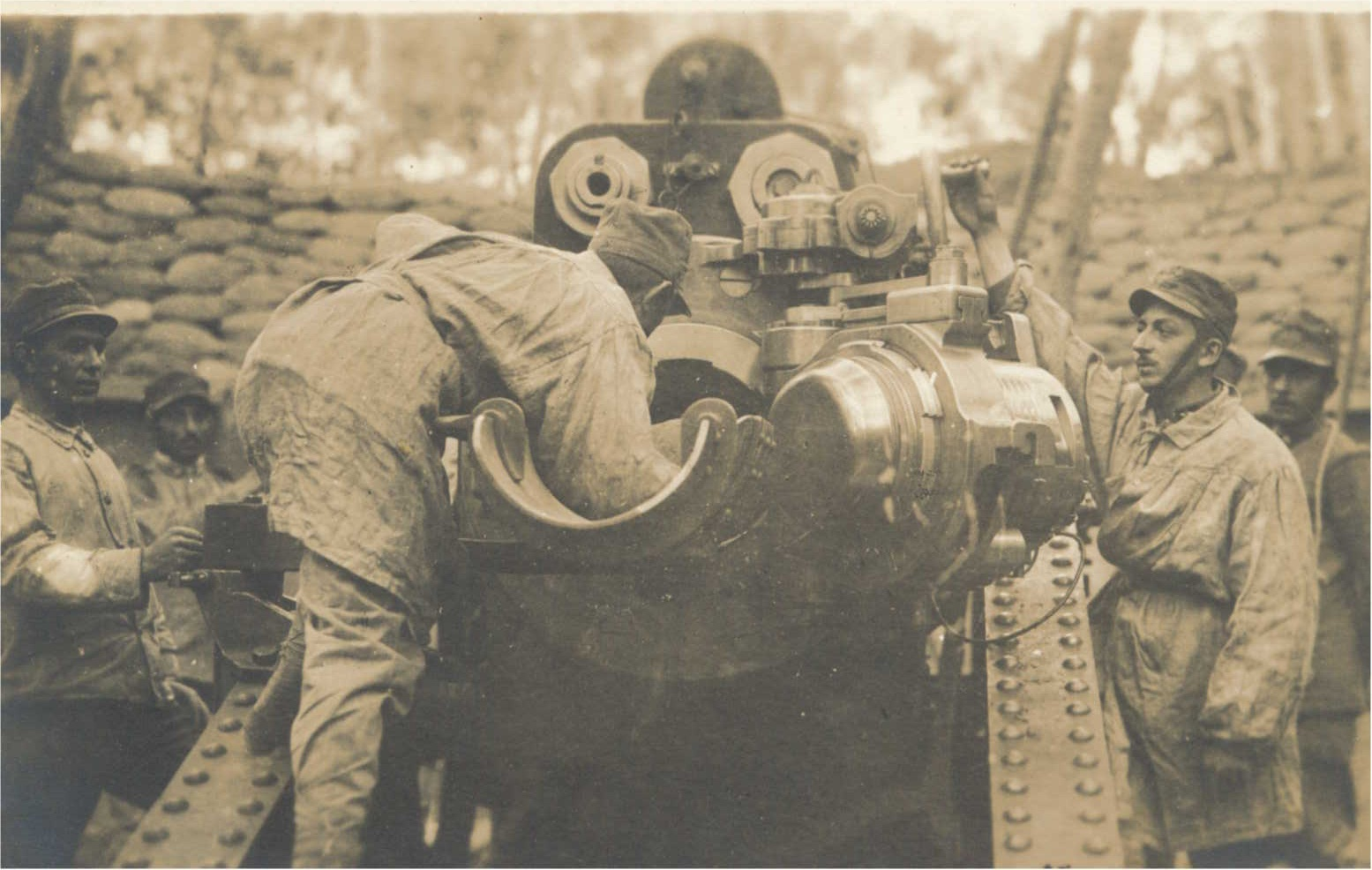
Un 305mm italien sur le front.

Cette attaque est celle de la dernière chance pour les italiens : l’affaiblissement des troupes austro-hongroises due à cette guerre d'attrition est telle que l'intervention des troupes allemandes se dessine. Pour les italiens les pertes subies sont encore plus lourdes, les remplacements deviennent difficiles.
Les britanniques et les français sont décidés à venir en aide aux italiens en cas d'urgence, mais seulement si l'Allemagne aidait militairement les Austro-Hongrois à grande échelle. En conséquence, au début de l’année de 1917, Nivelle envoie Ferdinand Foch rencontrer Cadorna et définir un plan d'urgence afin de répondre à toute éventualité.
Le plan sera finalement accepté à la fin octobre 1917, mais trop tardivement pour venir en aide aux Italiens avant le désastre de Caporetto, lors de la douzième bataille de l'Isonzo.
Le Haut-Commandement français demande au général Cadorna de lancer une offensive générale dans le secteur de l'Isonzo, afin de la coordonner avec leur offensive sur l’Aisne, commencée en avril 1917.
Comme convenu, Cadorna lance la dixième bataille de l’Isonzo le 10 mai 1917.

## La bataille
Les Italiens déploient 38 divisions contre seulement 14 aux Austro-Hongrois.

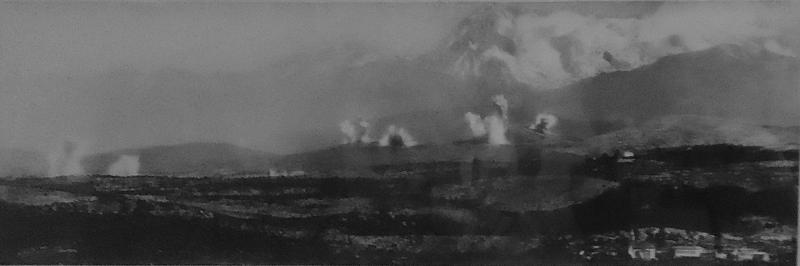
Bombardement lors de la bataille.

Le 10 mai 1917, l’artillerie italienne commence le pilonnage des positions austro-hongroises.
Après 2 jours et demi de bombardements sur le front de Tolmino jusqu'à la mer Adriatique, les Italiens lancent une attaque près de Gorizia; le front austro-hongrois est rompu dans le sud de la ville.
Cette fois l’attaque a deux objectifs : le premier est de parvenir à effectuer une percée sur la ville de Trieste en traversant le plateau Carsique au sud-est de Gorizia sur un front de 40 kilomètres; le second objectif, est la conquête du Mont Saint-Gabriel, donnant accès à la Vallée de Vipava et ouvrant ainsi une seconde voie pour conquérir Trieste.
Fin mai, l'armée italienne avait atteint la ville côtière de Duino et ne se trouvait qu’à une quinzaine de kilomètres de Trieste.
Les Italiens réussissent à capturer temporairement plusieurs positions du Haut plateau Karsique près de Monfalcone, mais échouent en voulant prendre le mont Ermada.
Les Italiens établissent et défendent une tête de pont au nord de Gorizia, entre le Monte Santo et Zagora.
Des combats ont également lieu dans le nord des Alpes juliennes, contre les positions fortifiées austro-hongroises du col de Vršič (col de Moistrocca).
Le 3 juin, les Austro-Hongrois lancent une contre-offensive et récupèrent presque tout le terrain qu'ils avaient perdu lors de ces combats.
Le 8 juin Cardona décide d’arrêter l’offensive.

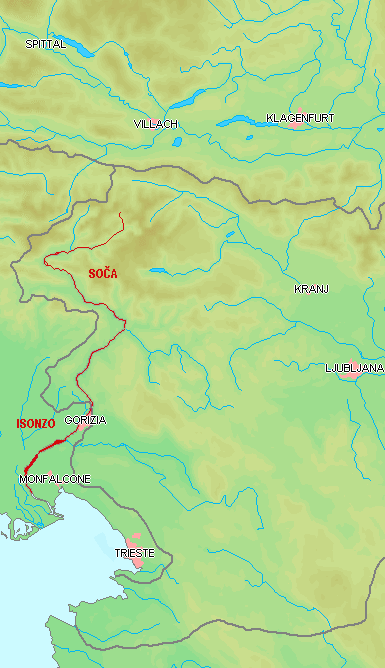
l'Isonzo et la région

## Bilan
Le nombre de victimes est très important en particulier côté italien. Les Italiens perdent 157 000 hommes et les Austro-hongrois 75 000.
Afin de remonter le moral de l'armée italienne Cadorna prévoit une nouvelle tentative de percée. Il masse le plus grand nombre de divisions et de l'artillerie pour le moment le long de la rivière Isonzo. La onzième bataille de l'Isonzo est lancée deux mois plus tard, le 19 août 1917.